# طائر الفيل
طائر الفيل (الاسم العلمي: Aepyornithidae)، هي فصيلة طيور كبيرة الحجم وغير قادرة على الطيران. تواجدت هذه الطيور في مدغشقر حتى القرن 17.
تواجد من هذه الفصيلة نوعان: Aepyornis و Mullerornis، وكان الأكبر من بينهما Aepyornis الذي وصل طوله إلى أربعة امتار ووزنه لـ 400 كيلوغرام

أحجام الطيور العملاقة

## الانقراض
تواجد طائر الفيل منذ العصر الرباعي وحتى القرن 17، حيث انقرض على يد الإنسان الأبيض الذي سكن مدقشقر. أحد الأسباب التي ساعدت على انقراضه كان استعمال البشر لبيضه الذي من الممكن ان يصل محيطه لمتر وطوله حتى 34 سنتيمتر.